# Cantone di Sochaux-Grand-Charmont
Il Cantone di Sochaux-Grand-Charmont era una divisione amministrativa dell'arrondissement di Montbéliard.
A seguito della riforma approvata con decreto del 25 febbraio 2014, che ha avuto attuazione dopo le elezioni dipartimentali del 2015, è stato soppresso.

## Composizione
Comprendeva i comuni di:
- Grand-Charmont
- Nommay
- Sochaux
- Vieux-Charmont